# Serie A (Italia) 2024-25
La Serie A 2024-25, denominada Serie A Enilive por motivos de patrocinio, fue la 93.ª edición de la máxima competición profesional de fútbol en Italia. Organizado por la Lega Serie A (LNPA), el torneo comenzó el 17 de agosto de 2024 y finalizó el 25 de mayo de 2025.
Un total de 20 equipos participaron en la competición, incluyendo 17 equipos de la temporada anterior y 3 provenientes de la Serie BKT 2023-24.
El campeón fue el S.S.C. Napoli al derrotar en la última jornada al Cagliari Calcio, consiguiendo así su 4° título de la Serie A en su historia.

## Sistema de competición
La competición consta de un grupo único integrado por veinte clubes de toda la geografía italiana. Siguiendo un sistema de liga, los veinte equipos se enfrentan todos contra todos en dos ocasiones, una en campo propio y otra en campo contrario, sumando un total de 38 jornadas. El orden de los encuentros se decide por sorteo antes de empezar la competición y la clasificación final se establece teniendo en cuenta los puntos obtenidos en cada enfrentamiento, a razón de tres por partido ganado, uno por empate y ninguno en caso de derrota.

### Clasificación para competiciones europeas
Los cuatro mejores equipos se clasificarán para la Liga de Campeones de la UEFA 2025-26. El siguiente mejor equipo ubicado y el campeón de la Copa Italia 2024-25 no clasificados a la Liga de Campeones de la UEFA 2025-26 clasificarán a la Liga Europa de la UEFA 2025-26. El siguiente mejor equipo ubicado y no clasificado a la Liga de Campeones de la UEFA 2025-26 y a la Liga Europa de la UEFA 2025-26 clasificará a la Liga Conferencia de la UEFA 2025-26 y los últimos tres descenderán a la Serie BKT 2025-26.
No obstante, esta distribución se puede ver alterada si alguno de los equipos que han obtenido una plaza en alguna competición europea a través de las competiciones nacionales hubiera obtenido una plaza diferente tras la consecución de algún título europeo en la misma temporada, o hubiera obtenido dos plazas distintas en competiciones nacionales (una a través de la Liga y otra a través de la Copa), provocando así las siguientes dos excepciones:
- Excepción de la Copa Italia: Si un equipo obtiene una plaza para la Liga Europa de la UEFA por ganar la Copa Italia, pero finaliza la temporada entre los cuatro primeros clasificados de la Serie A Enilive, la plaza obtenida en Copa pasa al quinto clasificado, siendo el equipo clasificado en sexto lugar quien acceda a la plaza de la Liga Europa de la UEFA.

## Relevos
Veinte equipos compiten en la liga: los 17 mejores equipos de la Serie A TIM 2023-24 y los 3 equipos promovidos de la Serie BKT 2023-24.
El 1 de mayo de 2024, Parma regresó a la Serie A Enilive después de una ausencia de tres años, mientras que el 10 de mayo de 2024, Como también ascendió después de 21 años fuera. El último puesto se llenó el 2 de junio de 2024, y Venezia regresó a la máxima categoría tras dos años en la Serie BKT.
| Pos. | Descendidos a Serie BKT |
| ---- | ----------------------- |
| 18.º | Frosinone               |
| 19.º | Sassuolo                |
| 20.º | Salernitana             |

| Pos.  | Ascendidos de Serie BKT |
| ----- | ----------------------- |
| 1.º   | Parma                   |
| 2.º   | Como                    |
| Prom. | Venezia                 |

## Información
| Equipo         | Ciudad    | Entrenador           | Capitán                | Estadio                | Capacidad | Proveedor | Patrocinador        |
| -------------- | --------- | -------------------- | ---------------------- | ---------------------- | --------- | --------- | ------------------- |
| Atalanta       | Bérgamo   | Gian Piero Gasperini | Rafael Tolói           | Gewiss Stadium         | 24 950    | Joma      | Lete                |
| Bologna        | Bolonia   | Vincenzo Italiano    | Lewis Ferguson         | Renato Dall'Ara        | 38 279    | Macron    | Saputo              |
| Cagliari       | Cagliari  | Davide Nicola        | Leonardo Pavoletti     | Unipol Domus           | 16 416    | Eye       | Cerdeña             |
| Como           | Como      | Cesc Fàbregas        | Alessandro Gabrielloni | Giuseppe Sinigaglia    | 13 602    | Adidas    | Uber                |
| Empoli         | Empoli    | Roberto D'Aversa     | Francesco Caputo       | Carlo Castellani       | 16 284    | Kappa     | Computer Gross      |
| Fiorentina     | Florencia | Raffaele Palladino   | Cristiano Biraghi      | Artemio Franchi        | 43 147    | Kappa     | Mediacom            |
| Genoa          | Génova    | Patrick Vieira       | Milan Badelj           | Luigi Ferraris         | 33 205    | Kappa     | Pulsee              |
| Hellas Verona  | Verona    | Paolo Zanetti        | Darko Lazović          | Marcantonio Bentegodi  | 39 211    | Joma      | 958 Santero         |
| Inter de Milán | Milán     | Simone Inzaghi       | Lautaro Martínez       | Giuseppe Meazza        | 75 817    | Nike      | Betsson             |
| Juventus       | Turín     | Igor Tudor           | Danilo                 | Allianz Stadium        | 41 507    | Adidas    | Save the Children   |
| Lazio          | Roma      | Marco Baroni         | Mattia Zaccagni        | Olímpico de Roma       | 70 634    | Mizuno    |                     |
| Lecce          | Lecce     | Marco Giampaolo      | Federico Baschirotto   | Via del Mare           | 31 533    | In-House  | Deghi               |
| Milan          | Milán     | Sérgio Conceição     | Mike Maignan           | San Siro               | 75 817    | Puma      | Emirates            |
| Monza          | Monza     | Alessandro Nesta     | Matteo Pessina         | U-Power Stadium        | 17 102    | Lotto     | Motorola            |
| Napoli         | Nápoles   | Antonio Conte        | Giovanni Di Lorenzo    | Diego Armando Maradona | 54 732    | Armani    | MSC                 |
| Parma          | Parma     | Christian Chivu      | Enrico Del Prato       | Ennio Tardini          | 27 906    | Puma      | Prometeon           |
| Roma           | Roma      | Claudio Ranieri      | Lorenzo Pellegrini     | Olímpico de Roma       | 70 634    | Adidas    | Riyadh Season       |
| Torino         | Turín     | Paolo Vanoli         | Duván Zapata           | Olímpico de Turín      | 28 177    | Joma      | Suzuki              |
| Udinese        | Údine     | Kosta Runjaić        | Florian Thauvin        | Dacia Arena            | 25 132    | Macron    | Friul-Venecia Julia |
| Venezia        | Venecia   | Eusebio Di Francesco | Joel Pohjanpalo        | Pier Luigi Penzo       | 11 150    | Nocta     | Cynar               |

### Cambios de entrenadores
| Equipo        | Entrenador (Jornadas)       | Fecha de vacante         | Tipo de salida     | Posición en la tabla | Entrenador entrante  | Fecha de nombramiento    |
| ------------- | --------------------------- | ------------------------ | ------------------ | -------------------- | -------------------- | ------------------------ |
| Como          | Osian Roberts               | 21 de diciembre de 2023  | Fin de interinidad | Pretemporada         | Cesc Fàbregas        | 20 de julio de 2024      |
| Napoli        | Francesco Calzona           | 19 de febrero de 2024    | Fin de contrato    | Pretemporada         | Antonio Conte        | 5 de junio de 2024       |
| Juventus      | Paolo Montero               | 19 de mayo de 2024       | Fin de interinidad | Pretemporada         | Thiago Motta         | 12 de junio de 2024      |
| Cagliari      | Claudio Ranieri             | 21 de mayo de 2024       | Retiro             | Pretemporada         | Davide Nicola        | 5 de julio de 2024       |
| Bologna       | Thiago Motta                | 23 de mayo de 2024       | Fin de contrato    | Pretemporada         | Vincenzo Italiano    | 5 de junio de 2024       |
| Milan         | Stefano Pioli               | 24 de mayo de 2024       | Mutuo acuerdo      | Pretemporada         | Paulo Fonseca        | 13 de junio de 2024      |
| Fiorentina    | Vincenzo Italiano           | 2 de junio de 2024       | Fin de contrato    | Pretemporada         | Raffaele Palladino   | 4 de junio de 2024       |
| Monza         | Raffaele Palladino          | 4 de junio de 2024       | Fin de contrato    | Pretemporada         | Alessandro Nesta     | 12 de junio de 2024      |
| Lazio         | Igor Tudor                  | 5 de junio de 2024       | Renuncia           | Pretemporada         | Marco Baroni         | 10 de junio de 2024      |
| Udinese       | Fabio Cannavaro             | 8 de junio de 2024       | Fin de contrato    | Pretemporada         | Kosta Runjaić        | 14 de junio de 2024      |
| Hellas Verona | Marco Baroni                | 10 de junio de 2024      | Mutuo acuerdo      | Pretemporada         | Paolo Zanetti        | 13 de junio de 2024      |
| Venezia       | Paolo Vanoli                | 20 de junio de 2024      | Mutuo acuerdo      | Pretemporada         | Eusebio Di Francesco | 26 de junio de 2024      |
| Torino        | Ivan Jurić                  | 21 de junio de 2024      | Fin de contrato    | Pretemporada         | Paolo Vanoli         | 21 de junio de 2024      |
| Empoli        | Davide Nicola               | 5 de julio de 2024       | Mutuo acuerdo      | Pretemporada         | Roberto D'Aversa     | 2 de julio de 2024       |
| Roma          | Daniele De Rossi (1–4)      | 18 de septiembre de 2024 | Despedido          | 16.º                 | Ivan Jurić           | 18 de septiembre de 2024 |
| Lecce         | Luca Gotti (1–12)           | 9 de noviembre de 2024   | Despedido          | 18.º                 | Marco Giampaolo      | 11 de noviembre de 2024  |
| Roma          | Ivan Jurić (5–12)           | 10 de noviembre de 2024  | Despedido          | 12.º                 | Claudio Ranieri      | 14 de noviembre de 2024  |
| Genoa         | Alberto Gilardino (1–12)    | 19 de noviembre de 2024  | Despedido          | 17.º                 | Patrick Vieira       | 20 de noviembre de 2024  |
| Monza         | Alessandro Nesta (1–17)     | 23 de diciembre de 2024  | Despedido          | 20.º                 | Salvatore Bocchetti  | 23 de diciembre de 2024  |
| Milan         | Paulo Fonseca (1–18)        | 30 de diciembre de 2024  | Despedido          | 8.º                  | Sérgio Conceição     | 30 de diciembre de 2024  |
| Monza         | Salvatore Bocchetti (18–24) | 10 de febrero de 2025    | Despedido          | 20.º                 | Alessandro Nesta     | 10 de febrero de 2025    |
| Parma         | Fabio Pecchia (1–25)        | 17 de febrero de 2025    | Despedido          | 18.º                 | Christian Chivu      | 18 de febrero de 2025    |
| Juventus      | Thiago Motta (1–29)         | 23 de marzo de 2025      | Despedido          | 5.º                  | Igor Tudor           | 23 de marzo de 2025      |

## Localización
| Región              | N.º | Equipos                                       |
| ------------------- | --- | --------------------------------------------- |
| Lombardía           | 5   | Atalanta, Como, Inter de Milán, Milan y Monza |
| Emilia-Romaña       | 2   | Bologna y Parma                               |
| Lacio               | 2   | Lazio y Roma                                  |
| Piamonte            | 2   | Juventus y Torino                             |
| Toscana             | 2   | Empoli y Fiorentina                           |
| Véneto              | 2   | Hellas Verona y Venezia                       |
| Apulia              | 1   | Lecce                                         |
| Campania            | 1   | Napoli                                        |
| Cerdeña             | 1   | Cagliari                                      |
| Friul-Venecia Julia | 1   | Udinese                                       |
| Liguria             | 1   | Genoa                                         |

## Clasificación
| Pos. | Equipo         | Pts. | PJ | G  | E  | P  | GF | GC | Dif. | Clasificación 2025-26                    |
| ---- | -------------- | ---- | -- | -- | -- | -- | -- | -- | ---- | ---------------------------------------- |
| 1    | Napoli (C)     | 82   | 38 | 24 | 10 | 4  | 59 | 27 | +32  | Fase de liga de la Liga de Campeones     |
| 2    | Inter de Milán | 81   | 38 | 24 | 9  | 5  | 79 | 35 | +44  | Fase de liga de la Liga de Campeones     |
| 3    | Atalanta       | 74   | 38 | 22 | 8  | 8  | 78 | 37 | +41  | Fase de liga de la Liga de Campeones     |
| 4    | Juventus       | 70   | 38 | 18 | 16 | 4  | 58 | 35 | +23  | Fase de liga de la Liga de Campeones     |
| 5    | Roma           | 69   | 38 | 20 | 9  | 9  | 56 | 35 | +21  | Fase de liga de la Liga Europa           |
| 6    | Fiorentina     | 65   | 38 | 19 | 8  | 11 | 60 | 41 | +19  | Ronda de play-off de la Liga Conferencia |
| 7    | Lazio          | 65   | 38 | 18 | 11 | 9  | 61 | 49 | +12  |                                          |
| 8    | Milan          | 63   | 38 | 18 | 9  | 11 | 61 | 43 | +18  |                                          |
| 9    | Bologna        | 62   | 38 | 16 | 14 | 8  | 57 | 47 | +10  | Fase de liga de la Liga Europa           |
| 10   | Como           | 49   | 38 | 13 | 10 | 15 | 49 | 52 | −3   |                                          |
| 11   | Torino         | 44   | 38 | 10 | 14 | 14 | 39 | 45 | −6   |                                          |
| 12   | Udinese        | 44   | 38 | 12 | 8  | 18 | 39 | 53 | −14  |                                          |
| 13   | Genoa          | 43   | 38 | 10 | 13 | 15 | 37 | 49 | −12  |                                          |
| 14   | Hellas Verona  | 37   | 38 | 10 | 7  | 21 | 34 | 66 | −32  |                                          |
| 15   | Cagliari       | 36   | 38 | 9  | 9  | 20 | 40 | 56 | −16  |                                          |
| 16   | Parma          | 36   | 38 | 7  | 15 | 16 | 44 | 58 | −14  |                                          |
| 17   | Lecce          | 34   | 38 | 8  | 10 | 20 | 27 | 58 | −31  |                                          |
| 18   | Empoli (D)     | 31   | 38 | 6  | 13 | 19 | 33 | 59 | −26  | Descenso a la Serie BKT                  |
| 19   | Venezia (D)    | 29   | 38 | 5  | 14 | 19 | 32 | 56 | −24  | Descenso a la Serie BKT                  |
| 20   | Monza (D)      | 18   | 38 | 3  | 9  | 26 | 28 | 69 | −41  | Descenso a la Serie BKT                  |

Actualizado a los partidos jugados el 25 de mayo de 2025.
 Fuente: Serie A Enilive
Criterios de clasificación: Puntos · Desempate para equipo campeón y/o tercer equipo relegado · Puntos en enfrentamientos directos · Diferencia de goles en enfrentamientos directos · Diferencia de goles · Goles a favor · Sorteo
Notas:
1. ↑  El Bologna se proclamó campeón de la Copa Italia 2024-25, por lo tanto accede a la Fase de liga de la Liga Europa.

|                           |
|                           |
| Campeón Napoli 4.º título |

### Evolución de la clasificación
| Equipo         | 01 | 02 | 03 | 04 | 05 | 06 | 07 | 08 | 09  | 10  | 11 | 12 | 13 | 14 | 15 | 16 | 17 | 18 | 19  | 20 | 21 | 22 | 23 | 24 | 25 | 26 | 27 | 28 | 29 | 30 | 31 | 32 | 33 | 34 | 35 | 36 | 37 | 38 |
| Equipo         |    |    |    |    |    |    |    |    |     |     |    |    |    |    |    |    |    |    |     |    |    |    |    |    |    |    |    |    |    |    |    |    |    |    |    |    |    |    |
| -------------- | -- | -- | -- | -- | -- | -- | -- | -- | --- | --- | -- | -- | -- | -- | -- | -- | -- | -- | --- | -- | -- | -- | -- | -- | -- | -- | -- | -- | -- | -- | -- | -- | -- | -- | -- | -- | -- | -- |
| Napoli         | 19 | 11 | 6  | 2  | 2  | 1  | 1  | 1  | 1   | 1   | 1  | 1  | 1  | 1  | 2  | 2  | 2  | 2  | 1   | 1  | 1  | 1  | 1  | 1  | 1  | 2  | 2  | 2  | 2  | 2  | 2  | 2  | 2  | 1  | 1  | 1  | 1  | 1  |
| Inter de Milán | 6  | 2  | 1  | 3  | 7  | 5  | 2  | 2  | 2   | 2   | 2  | 2  | 2  | 4* | 4* | 3* | 3* | 3* | 3** | 2* | 2* | 2* | 2* | 2  | 2  | 1  | 1  | 1  | 1  | 1  | 1  | 1  | 1  | 2  | 2  | 2  | 2  | 2  |
| Atalanta       | 1  | 9  | 11 | 9  | 9  | 11 | 9  | 5  | 4   | 3   | 3  | 4  | 4  | 2  | 1  | 1  | 1  | 1  | 2*  | 3  | 3  | 3  | 3  | 3  | 3  | 3  | 3  | 3  | 3  | 3  | 3  | 3  | 3  | 3  | 3  | 3  | 3  | 3  |
| Juventus       | 3  | 1  | 2  | 4  | 4  | 2  | 4  | 3  | 3   | 6   | 6  | 6  | 6  | 6  | 6  | 6  | 6  | 6  | 5*  | 5  | 5  | 5  | 5  | 5  | 4  | 4  | 4  | 4  | 5  | 5  | 5  | 4  | 5  | 4  | 4  | 4  | 4  | 4  |
| Roma           | 16 | 15 | 15 | 16 | 10 | 9  | 11 | 11 | 11  | 10  | 12 | 12 | 12 | 15 | 11 | 12 | 10 | 10 | 10  | 10 | 9  | 9  | 9  | 9  | 9  | 9  | 8  | 7  | 7  | 6  | 7  | 7  | 7  | 6  | 5  | 6  | 5  | 5  |
| Fiorentina     | 10 | 13 | 12 | 14 | 13 | 13 | 10 | 7  | 6   | 4   | 4  | 3  | 3  | 3* | 3* | 4* | 5  | 5  | 6   | 6* | 6* | 6* | 6* | 6  | 6  | 7  | 7  | 8  | 8  | 8  | 8  | 8  | 8  | 8  | 8  | 9  | 7  | 6  |
| Lazio          | 4  | 10 | 8  | 6  | 8  | 8  | 5  | 8  | 7   | 5   | 5  | 5  | 5  | 5  | 5  | 5  | 4  | 4  | 4   | 4  | 4  | 4  | 4  | 4  | 5  | 5  | 5  | 5  | 6  | 7  | 6  | 6  | 6  | 7  | 6  | 5  | 6  | 7  |
| Milan          | 7  | 14 | 16 | 10 | 6  | 3  | 6  | 4  | 8*  | 8*  | 7* | 7* | 7* | 7* | 7* | 8* | 8* | 8* | 8** | 7* | 8* | 7* | 8* | 7* | 7* | 8  | 9  | 9  | 9  | 9  | 9  | 9  | 9  | 9  | 9  | 8  | 9  | 8  |
| Bologna        | 9  | 18 | 18 | 17 | 12 | 12 | 13 | 13 | 13* | 11* | 9* | 8* | 8* | 8* | 8* | 7* | 7* | 7* | 7** | 8* | 7* | 8* | 7* | 8* | 8* | 6  | 6  | 6  | 4  | 4  | 4  | 5  | 4  | 5  | 7  | 7  | 8  | 9  |
| Como           | 18 | 19 | 20 | 18 | 16 | 10 | 14 | 12 | 12  | 13  | 16 | 15 | 18 | 18 | 17 | 16 | 16 | 15 | 16* | 16 | 13 | 13 | 15 | 16 | 13 | 13 | 13 | 13 | 13 | 13 | 13 | 13 | 12 | 11 | 10 | 10 | 10 | 10 |
| Torino         | 8  | 4  | 3  | 5  | 1  | 4  | 7  | 9  | 9   | 9   | 10 | 11 | 11 | 12 | 12 | 11 | 12 | 11 | 11  | 12 | 11 | 10 | 11 | 11 | 12 | 11 | 11 | 11 | 11 | 11 | 10 | 10 | 10 | 10 | 11 | 11 | 11 | 11 |
| Udinese        | 12 | 6  | 4  | 1  | 3  | 6  | 3  | 6  | 5   | 7   | 8  | 9  | 9  | 9  | 9  | 9  | 9  | 9  | 9   | 9  | 10 | 11 | 10 | 10 | 10 | 10 | 10 | 10 | 10 | 10 | 11 | 11 | 11 | 12 | 12 | 12 | 12 | 12 |
| Genoa          | 5  | 3  | 10 | 11 | 17 | 18 | 18 | 18 | 18  | 20  | 15 | 17 | 17 | 14 | 13 | 13 | 13 | 13 | 13  | 11 | 12 | 12 | 12 | 12 | 11 | 12 | 12 | 12 | 12 | 12 | 12 | 12 | 13 | 13 | 13 | 13 | 13 | 13 |
| Hellas Verona  | 2  | 8  | 5  | 7  | 11 | 14 | 12 | 15 | 15  | 16  | 13 | 14 | 15 | 17 | 18 | 17 | 17 | 16 | 15  | 17 | 18 | 17 | 13 | 15 | 16 | 14 | 14 | 15 | 14 | 14 | 14 | 14 | 14 | 15 | 15 | 15 | 15 | 14 |
| Cagliari       | 13 | 12 | 14 | 19 | 20 | 16 | 15 | 14 | 14  | 14  | 14 | 16 | 16 | 13 | 15 | 18 | 18 | 18 | 17  | 18 | 14 | 15 | 17 | 13 | 14 | 15 | 15 | 14 | 15 | 15 | 15 | 15 | 16 | 14 | 14 | 14 | 14 | 15 |
| Parma          | 11 | 5  | 9  | 12 | 14 | 17 | 16 | 17 | 17  | 15  | 17 | 13 | 14 | 11 | 14 | 15 | 15 | 14 | 14  | 15 | 16 | 16 | 18 | 18 | 18 | 17 | 17 | 17 | 16 | 16 | 16 | 16 | 15 | 16 | 16 | 16 | 16 | 16 |
| Lecce          | 20 | 20 | 13 | 13 | 15 | 15 | 17 | 19 | 20  | 19  | 20 | 18 | 13 | 16 | 16 | 14 | 14 | 17 | 18  | 13 | 17 | 18 | 14 | 14 | 15 | 16 | 16 | 16 | 17 | 17 | 17 | 17 | 17 | 17 | 17 | 19 | 17 | 17 |
| Empoli         | 14 | 7  | 7  | 8  | 5  | 7  | 8  | 10 | 10  | 12  | 11 | 10 | 10 | 10 | 10 | 10 | 11 | 12 | 12  | 14 | 15 | 14 | 16 | 17 | 17 | 18 | 18 | 18 | 18 | 18 | 18 | 19 | 19 | 19 | 19 | 18 | 18 | 18 |
| Venezia        | 17 | 17 | 19 | 20 | 18 | 19 | 20 | 20 | 19  | 18  | 19 | 20 | 20 | 20 | 20 | 20 | 20 | 19 | 19  | 19 | 19 | 19 | 19 | 19 | 19 | 19 | 19 | 19 | 19 | 19 | 19 | 18 | 18 | 18 | 18 | 17 | 19 | 19 |
| Monza          | 15 | 16 | 17 | 15 | 19 | 20 | 19 | 16 | 16  | 17  | 18 | 19 | 19 | 19 | 19 | 19 | 19 | 20 | 20  | 20 | 20 | 20 | 20 | 20 | 20 | 20 | 20 | 20 | 20 | 20 | 20 | 20 | 20 | 20 | 20 | 20 | 20 | 20 |

(*) Indica la posición del equipo con un partido pendiente

## Resultados

### Primera vuelta
| Genoa         | 2 – 2 | Inter de Milán | Luigi Ferraris        | 17 de agosto | 18:30 |
| Parma         | 1 – 1 | Fiorentina     | Ennio Tardini         | 17 de agosto | 18:30 |
| Empoli        | 0 – 0 | Monza          | Carlo Castellani      | 17 de agosto | 20:45 |
| Milan         | 2 – 2 | Torino         | San Siro              | 17 de agosto | 20:45 |
| Bologna       | 1 – 1 | Udinese        | Renato Dall'Ara       | 18 de agosto | 18:30 |
| Hellas Verona | 3 – 0 | Napoli         | Marcantonio Bentegodi | 18 de agosto | 18:30 |
| Cagliari      | 0 – 0 | Roma           | Unipol Domus          | 18 de agosto | 20:45 |
| Lazio         | 3 – 1 | Venezia        | Olímpico de Roma      | 18 de agosto | 20:45 |
| Lecce         | 0 – 4 | Atalanta       | Via del Mare          | 19 de agosto | 18:30 |
| Juventus      | 3 – 0 | Como           | Allianz Stadium       | 19 de agosto | 20:45 |

| Parma          | 2 – 1 | Milan    | Ennio Tardini          | 24 de agosto | 18:30 |
| Udinese        | 2 – 1 | Lazio    | Dacia Arena            | 24 de agosto | 18:30 |
| Inter de Milán | 2 – 0 | Lecce    | Giuseppe Meazza        | 24 de agosto | 20:45 |
| Monza          | 0 – 1 | Genoa    | U-Power Stadium        | 24 de agosto | 20:45 |
| Fiorentina     | 0 – 0 | Venezia  | Artemio Franchi        | 25 de agosto | 18:30 |
| Torino         | 2 – 1 | Atalanta | Olímpico de Turín      | 25 de agosto | 18:30 |
| Napoli         | 3 – 0 | Bologna  | Diego Armando Maradona | 25 de agosto | 20:45 |
| Roma           | 1 – 2 | Empoli   | Olímpico de Roma       | 25 de agosto | 20:45 |
| Cagliari       | 1 – 1 | Como     | Unipol Domus           | 26 de agosto | 18:30 |
| Hellas Verona  | 0 – 3 | Juventus | Marcantonio Bentegodi  | 26 de agosto | 20:45 |

| Venezia        | 0 – 1 | Torino        | Pier Luigi Penzo       | 30 de agosto    | 18:30 |
| Inter de Milán | 4 – 0 | Atalanta      | Giuseppe Meazza        | 30 de agosto    | 20:45 |
| Bologna        | 1 – 1 | Empoli        | Renato Dall'Ara        | 31 de agosto    | 18:30 |
| Lecce          | 1 – 0 | Cagliari      | Vía del Mare           | 31 de agosto    | 18:30 |
| Lazio          | 2 – 2 | Milan         | Olímpico de Roma       | 31 de agosto    | 20:45 |
| Napoli         | 2 – 1 | Parma         | Diego Armando Maradona | 31 de agosto    | 20:45 |
| Fiorentina     | 2 – 2 | Monza         | Artemio Franchi        | 1 de septiembre | 18:30 |
| Genoa          | 0 – 2 | Hellas Verona | Luigi Ferraris         | 1 de septiembre | 18:30 |
| Juventus       | 0 – 0 | Roma          | Allianz Stadium        | 1 de septiembre | 20:45 |
| Udinese        | 1 – 0 | Como          | Dacia Arena            | 1 de septiembre | 20:45 |

| Como     | 2 – 2 | Bologna        | Giuseppe Sinigaglia | 14 de septiembre | 15:00 |
| Empoli   | 0 – 0 | Juventus       | Carlo Castellani    | 14 de septiembre | 18:00 |
| Milan    | 4 – 0 | Venezia        | San Siro            | 14 de septiembre | 20:45 |
| Genoa    | 1 – 1 | Roma           | Luigi Ferraris      | 15 de septiembre | 12:30 |
| Atalanta | 3 – 2 | Fiorentina     | Gewiss Stadium      | 15 de septiembre | 15:00 |
| Torino   | 0 – 0 | Lecce          | Olímpico de Turín   | 15 de septiembre | 15:00 |
| Cagliari | 0 – 4 | Napoli         | Unipol Domus        | 15 de septiembre | 18:00 |
| Monza    | 1 – 1 | Inter de Milán | U-Power Stadium     | 15 de septiembre | 20:45 |
| Parma    | 2 – 3 | Udinese        | Ennio Tardini       | 16 de septiembre | 18:30 |
| Lazio    | 2 – 1 | Hellas Verona  | Olímpico de Roma    | 16 de septiembre | 20:45 |

| Cagliari       | 0 – 2 | Empoli  | Unipol Domus          | 20 de septiembre | 18:30 |
| Hellas Verona  | 2 – 3 | Torino  | Marcantonio Bentegodi | 20 de septiembre | 20:45 |
| Venezia        | 2 – 0 | Genoa   | Pier Luigi Penzo      | 21 de septiembre | 15:00 |
| Juventus       | 0 – 0 | Napoli  | Allianz Stadium       | 21 de septiembre | 18:00 |
| Lecce          | 2 – 2 | Parma   | Via del Mare          | 21 de septiembre | 20:45 |
| Fiorentina     | 2 – 1 | Lazio   | Artemio Franchi       | 22 de septiembre | 12:30 |
| Monza          | 1 – 2 | Bologna | U-Power Stadium       | 22 de septiembre | 15:00 |
| Roma           | 3 – 0 | Udinese | Olímpico de Roma      | 22 de septiembre | 18:00 |
| Inter de Milán | 1 – 2 | Milan   | Giuseppe Meazza       | 22 de septiembre | 20:45 |
| Atalanta       | 2 – 3 | Como    | Gewiss Stadium        | 24 de septiembre | 20:45 |

| Milan   | 3 – 0 | Lecce          | San Siro               | 27 de septiembre | 20:45 |
| Udinese | 2 – 3 | Inter de Milán | Dacia Arena            | 28 de septiembre | 15:00 |
| Genoa   | 0 – 3 | Juventus       | Luigi Ferraris         | 28 de septiembre | 18:00 |
| Bologna | 1 – 1 | Atalanta       | Renato Dall'Ara        | 28 de septiembre | 20:45 |
| Torino  | 2 – 3 | Lazio          | Olímpico de Turín      | 29 de septiembre | 12:30 |
| Como    | 3 – 2 | Hellas Verona  | Giuseppe Sinigaglia    | 29 de septiembre | 15:00 |
| Roma    | 2 – 1 | Venezia        | Olímpico de Roma       | 29 de septiembre | 15:00 |
| Empoli  | 0 – 0 | Fiorentina     | Carlo Castellani       | 29 de septiembre | 18:00 |
| Napoli  | 2 – 0 | Monza          | Diego Armando Maradona | 29 de septiembre | 20:45 |
| Parma   | 2 – 3 | Cagliari       | Ennio Tardini          | 30 de septiembre | 20:45 |

| Napoli         | 3 – 1 | Como     | Diego Armando Maradona | 4 de octubre | 18:30 |
| Hellas Verona  | 2 – 1 | Venezia  | Marcantonio Bentegodi  | 4 de octubre | 20:45 |
| Udinese        | 1 – 0 | Lecce    | Dacia Arena            | 5 de octubre | 15:00 |
| Atalanta       | 5 – 1 | Genoa    | Gewiss Stadium         | 5 de octubre | 18:00 |
| Inter de Milán | 3 – 2 | Torino   | Giuseppe Meazza        | 5 de octubre | 20:45 |
| Juventus       | 1 – 1 | Cagliari | Allianz Stadium        | 6 de octubre | 12:30 |
| Bologna        | 0 – 0 | Parma    | Renato Dall'Ara        | 6 de octubre | 15:00 |
| Lazio          | 2 – 1 | Empoli   | Olímpico de Roma       | 6 de octubre | 15:00 |
| Monza          | 1 – 1 | Roma     | U-Power Stadium        | 6 de octubre | 18:00 |
| Fiorentina     | 2 – 1 | Milan    | Artemio Franchi        | 6 de octubre | 20:45 |

| Como          | 1 – 1 | Parma          | Giuseppe Sinigaglia   | 19 de octubre | 15:00 |
| Genoa         | 2 – 2 | Bologna        | Luigi Ferraris        | 19 de octubre | 15:00 |
| Milan         | 1 – 0 | Udinese        | San Siro              | 19 de octubre | 18:00 |
| Juventus      | 1 – 0 | Lazio          | Allianz Stadium       | 19 de octubre | 20:45 |
| Empoli        | 0 – 1 | Napoli         | Carlo Castellani      | 20 de octubre | 12:30 |
| Lecce         | 0 – 6 | Fiorentina     | Via del Mare          | 20 de octubre | 15:00 |
| Venezia       | 0 – 2 | Atalanta       | Pier Luigi Penzo      | 20 de octubre | 15:00 |
| Cagliari      | 3 – 2 | Torino         | Unipol Domus          | 20 de octubre | 18:00 |
| Roma          | 0 – 1 | Inter de Milán | Olímpico de Roma      | 20 de octubre | 20:45 |
| Hellas Verona | 0 – 3 | Monza          | Marcantonio Bentegodi | 21 de octubre | 20:45 |

| Udinese        | 2 – 0 | Cagliari      | Dacia Arena            | 25 de octubre | 18:30 |
| Torino         | 1 – 0 | Como          | Olímpico de Turín      | 25 de octubre | 20:45 |
| Napoli         | 1 – 0 | Lecce         | Diego Armando Maradona | 26 de octubre | 15:00 |
| Atalanta       | 6 – 1 | Hellas Verona | Gewiss Stadium         | 26 de octubre | 20:45 |
| Parma          | 1 – 1 | Empoli        | Ennio Tardini          | 27 de octubre | 12:30 |
| Lazio          | 3 – 0 | Genoa         | Olímpico de Roma       | 27 de octubre | 15:00 |
| Monza          | 2 – 2 | Venezia       | U-Power Stadium        | 27 de octubre | 15:00 |
| Inter de Milán | 4 – 4 | Juventus      | Giuseppe Meazza        | 27 de octubre | 18:00 |
| Fiorentina     | 5 – 1 | Roma          | Artemio Franchi        | 27 de octubre | 20:45 |
| Bologna        | 2 – 1 | Milan         | Renato Dall'Ara        | 27 de febrero | 18:30 |

| Cagliari | 0 – 2 | Bologna        | Unipol Domus        | 29 de octubre | 18:30 |
| Lecce    | 1 – 0 | Hellas Verona  | Via del Mare        | 29 de octubre | 18:30 |
| Milan    | 0 – 2 | Napoli         | San Siro            | 29 de octubre | 20:45 |
| Empoli   | 0 – 3 | Inter de Milán | Carlo Castellani    | 30 de octubre | 18:30 |
| Venezia  | 3 – 2 | Udinese        | Pier Luigi Penzo    | 30 de octubre | 18:30 |
| Atalanta | 2 – 0 | Monza          | Gewiss Stadium      | 30 de octubre | 20:45 |
| Juventus | 2 – 2 | Parma          | Allianz Stadium     | 30 de octubre | 20:45 |
| Genoa    | 0 – 1 | Fiorentina     | Luigi Ferraris      | 31 de octubre | 18:30 |
| Como     | 1 – 5 | Lazio          | Giuseppe Sinigaglia | 31 de octubre | 20:45 |
| Roma     | 1 – 0 | Torino         | Olímpico de Roma    | 31 de octubre | 20:45 |

| Bologna        | 1 – 0 | Lecce      | Renato Dall'Ara        | 2 de noviembre | 15:00 |
| Udinese        | 0 – 2 | Juventus   | Dacia Arena            | 2 de noviembre | 18:00 |
| Monza          | 0 – 1 | Milan      | U-Power Stadium        | 2 de noviembre | 20:45 |
| Napoli         | 0 – 3 | Atalanta   | Diego Armando Maradona | 3 de noviembre | 12:30 |
| Torino         | 0 – 1 | Fiorentina | Olímpico de Turín      | 3 de noviembre | 15:00 |
| Hellas Verona  | 3 – 2 | Roma       | Marcantonio Bentegodi  | 3 de noviembre | 18:00 |
| Inter de Milán | 1 – 0 | Venezia    | Giuseppe Meazza        | 3 de noviembre | 20:45 |
| Empoli         | 1 – 0 | Como       | Carlo Castellani       | 4 de noviembre | 18:30 |
| Parma          | 0 – 1 | Genoa      | Ennio Tardini          | 4 de noviembre | 18:30 |
| Lazio          | 2 – 1 | Cagliari   | Olímpico de Roma       | 4 de noviembre | 20:45 |

| Genoa          | 1 – 1 | Como          | Luigi Ferraris   | 7 de noviembre  | 20:45 |
| Lecce          | 1 – 1 | Empoli        | Via del Mare     | 8 de noviembre  | 20:45 |
| Venezia        | 1 – 2 | Parma         | Pier Luigi Penzo | 9 de noviembre  | 15:00 |
| Cagliari       | 3 – 3 | Milan         | Unipol Domus     | 9 de noviembre  | 18:00 |
| Juventus       | 2 – 0 | Torino        | Allianz Stadium  | 9 de noviembre  | 20:45 |
| Atalanta       | 2 – 1 | Udinese       | Gewiss Stadium   | 10 de noviembre | 12:30 |
| Fiorentina     | 3 – 1 | Hellas Verona | Artemio Franchi  | 10 de noviembre | 15:00 |
| Roma           | 2 – 3 | Bologna       | Olímpico de Roma | 10 de noviembre | 15:00 |
| Monza          | 0 – 1 | Lazio         | U-Power Stadium  | 10 de noviembre | 18:00 |
| Inter de Milán | 1 – 1 | Napoli        | Giuseppe Meazza  | 10 de noviembre | 20:45 |

| Hellas Verona | 0 – 5 | Inter de Milán | Marcantonio Bentegodi  | 23 de noviembre | 15:00 |
| Milan         | 0 – 0 | Juventus       | San Siro               | 23 de noviembre | 18:00 |
| Parma         | 1 – 3 | Atalanta       | Ennio Tardini          | 23 de noviembre | 20:45 |
| Genoa         | 2 – 2 | Cagliari       | Luigi Ferraris         | 24 de noviembre | 12:30 |
| Como          | 0 – 2 | Fiorentina     | Giuseppe Sinigaglia    | 24 de noviembre | 15:00 |
| Torino        | 1 – 1 | Monza          | Olímpico de Turín      | 24 de noviembre | 15:00 |
| Napoli        | 1 – 0 | Roma           | Diego Armando Maradona | 24 de noviembre | 18:00 |
| Lazio         | 3 – 0 | Bologna        | Olímpico de Roma       | 24 de noviembre | 20:45 |
| Empoli        | 1 – 1 | Udinese        | Carlo Castellani       | 25 de noviembre | 18:30 |
| Venezia       | 0 – 1 | Lecce          | Pier Luigi Penzo       | 25 de noviembre | 20:45 |

| Cagliari   | 1 – 0 | Hellas Verona  | Unipol Domus        | 29 de noviembre | 20:45 |
| Como       | 1 – 1 | Monza          | Giuseppe Sinigaglia | 30 de noviembre | 15:00 |
| Milan      | 3 – 0 | Empoli         | San Siro            | 30 de noviembre | 18:00 |
| Bologna    | 3 – 0 | Venezia        | Renato Dall'Ara     | 30 de noviembre | 20:45 |
| Udinese    | 0 – 2 | Genoa          | Dacia Arena         | 1 de diciembre  | 12:30 |
| Parma      | 3 – 1 | Lazio          | Ennio Tardini       | 1 de diciembre  | 15:00 |
| Torino     | 0 – 1 | Napoli         | Olímpico de Turín   | 1 de diciembre  | 15:00 |
| Lecce      | 1 – 1 | Juventus       | Via del Mare        | 1 de diciembre  | 20:45 |
| Roma       | 0 – 2 | Atalanta       | Olímpico de Roma    | 2 de diciembre  | 20:45 |
| Fiorentina | 3 – 0 | Inter de Milán | Artemio Franchi     | 6 de febrero    | 20:45 |

| Inter de Milán | 3 – 1 | Parma    | Giuseppe Meazza        | 6 de diciembre | 18:30 |
| Atalanta       | 2 – 1 | Milan    | Gewiss Stadium         | 6 de diciembre | 20:45 |
| Genoa          | 0 – 0 | Torino   | Luigi Ferraris         | 7 de diciembre | 15:00 |
| Juventus       | 2 – 2 | Bologna  | Allianz Stadium        | 7 de diciembre | 18:00 |
| Roma           | 4 – 1 | Lecce    | Olímpico de Roma       | 7 de diciembre | 20:45 |
| Fiorentina     | 1 – 0 | Cagliari | Artemio Franchi        | 8 de diciembre | 12:30 |
| Hellas Verona  | 1 – 4 | Empoli   | Marcantonio Bentegodi  | 8 de diciembre | 15:00 |
| Venezia        | 2 – 2 | Como     | Pier Luigi Penzo       | 8 de diciembre | 18:00 |
| Napoli         | 0 – 1 | Lazio    | Diego Armando Maradona | 8 de diciembre | 20:45 |
| Monza          | 1 – 2 | Udinese  | U-Power Stadium        | 9 de diciembre | 20:45 |

| Empoli   | 0 – 1 | Torino         | Carlo Castellani    | 13 de diciembre | 20:45 |
| Cagliari | 0 – 1 | Atalanta       | Unipol Domus        | 14 de diciembre | 15:00 |
| Udinese  | 1 – 3 | Napoli         | Dacia Arena         | 14 de diciembre | 18:00 |
| Juventus | 2 – 2 | Venezia        | Allianz Stadium     | 14 de diciembre | 20:45 |
| Lecce    | 2 – 1 | Monza          | Via del Mare        | 15 de diciembre | 12:30 |
| Bologna  | 1 – 0 | Fiorentina     | Renato Dall'Ara     | 15 de diciembre | 15:00 |
| Parma    | 2 – 3 | Hellas Verona  | Ennio Tardini       | 15 de diciembre | 15:00 |
| Como     | 0 – 2 | Roma           | Giuseppe Sinigaglia | 15 de diciembre | 18:00 |
| Milan    | 0 – 0 | Genoa          | San Siro            | 15 de diciembre | 20:45 |
| Lazio    | 0 – 6 | Inter de Milán | Olímpico de Roma    | 16 de diciembre | 20:45 |

| Hellas Verona  | 1 – 3 | Milan    | Marcantonio Bentegodi | 20 de diciembre | 20:45 |
| Torino         | 0 – 2 | Bologna  | Olímpico de Turín     | 21 de diciembre | 15:00 |
| Genoa          | 1 – 2 | Napoli   | Luigi Ferraris        | 21 de diciembre | 18:00 |
| Lecce          | 1 – 2 | Lazio    | Via del Mare          | 21 de diciembre | 20:45 |
| Roma           | 5 – 0 | Parma    | Olímpico de Roma      | 22 de diciembre | 12:30 |
| Venezia        | 2 – 1 | Cagliari | Pier Luigi Penzo      | 22 de diciembre | 15:00 |
| Atalanta       | 3 – 2 | Empoli   | Gewiss Stadium        | 22 de diciembre | 18:00 |
| Monza          | 1 – 2 | Juventus | U-Power Stadium       | 22 de diciembre | 20:45 |
| Fiorentina     | 1 – 2 | Udinese  | Artemio Franchi       | 23 de diciembre | 18:30 |
| Inter de Milán | 2 – 0 | Como     | Giuseppe Meazza       | 23 de diciembre | 20:45 |

| Empoli   | 1 – 2 | Genoa          | Carlo Castellani       | 28 de diciembre | 15:00 |
| Parma    | 2 – 1 | Monza          | Ennio Tardini          | 28 de diciembre | 15:00 |
| Cagliari | 0 – 3 | Inter de Milán | Unipol Domus           | 28 de diciembre | 18:00 |
| Lazio    | 1 – 1 | Atalanta       | Olímpico de Roma       | 28 de diciembre | 20:45 |
| Udinese  | 2 – 2 | Torino         | Dacia Arena            | 29 de diciembre | 12:30 |
| Napoli   | 1 – 0 | Venezia        | Diego Armando Maradona | 29 de diciembre | 15:00 |
| Juventus | 2 – 2 | Fiorentina     | Allianz Stadium        | 29 de diciembre | 18:00 |
| Milan    | 1 – 1 | Roma           | San Siro               | 29 de diciembre | 20:45 |
| Como     | 2 – 0 | Lecce          | Giuseppe Sinigaglia    | 30 de diciembre | 18:30 |
| Bologna  | 2 – 3 | Hellas Verona  | Renato Dall'Ara        | 30 de diciembre | 20:45 |

| Venezia        | 1 – 1 | Empoli   | Pier Luigi Penzo      | 4 de enero  | 15:00 |
| Fiorentina     | 0 – 3 | Napoli   | Artemio Franchi       | 4 de enero  | 18:00 |
| Hellas Verona  | 0 – 0 | Udinese  | Marcantonio Bentegodi | 4 de enero  | 20:45 |
| Monza          | 1 – 2 | Cagliari | U-Power Stadium       | 5 de enero  | 12:30 |
| Lecce          | 0 – 0 | Genoa    | Via del Mare          | 5 de enero  | 15:00 |
| Torino         | 0 – 0 | Parma    | Olímpico de Turín     | 5 de enero  | 18:00 |
| Roma           | 2 – 0 | Lazio    | Olímpico de Roma      | 5 de enero  | 20:45 |
| Como           | 1 – 2 | Milan    | Giuseppe Sinigaglia   | 14 de enero | 18:30 |
| Atalanta       | 1 – 1 | Juventus | Gewiss Stadium        | 14 de enero | 20:45 |
| Inter de Milán | 2 – 2 | Bologna  | Giuseppe Meazza       | 15 de enero | 20:45 |

### Segunda vuelta
| Lazio   | 1 – 1 | Como          | Olímpico de Roma       | 10 de enero | 20:45 |
| Empoli  | 1 – 3 | Lecce         | Carlo Castellani       | 11 de enero | 15:00 |
| Udinese | 0 – 0 | Atalanta      | Dacia Arena            | 11 de enero | 15:00 |
| Torino  | 1 – 1 | Juventus      | Olímpico de Turín      | 11 de enero | 18:00 |
| Milan   | 1 – 1 | Cagliari      | San Siro               | 11 de enero | 20:45 |
| Genoa   | 1 – 0 | Parma         | Luigi Ferraris         | 12 de enero | 12:30 |
| Venezia | 0 – 1 | Inter Milán   | Pier Luigi Penzo       | 12 de enero | 15:00 |
| Bologna | 2 – 2 | Roma          | Renato Dall'Ara        | 12 de enero | 18:00 |
| Napoli  | 2 – 0 | Hellas Verona | Diego Armando Maradona | 12 de enero | 20:45 |
| Monza   | 2 – 1 | Fiorentina    | U-Power Stadium        | 13 de enero | 20:45 |

| Roma          | 3 – 1 | Genoa   | Olímpico de Roma      | 17 de enero | 20:45 |
| Bologna       | 3 – 1 | Monza   | Renato Dall'Ara       | 18 de enero | 15:00 |
| Juventus      | 2 – 0 | Milan   | Allianz Stadium       | 18 de enero | 18:00 |
| Atalanta      | 2 – 3 | Napoli  | Gewiss Stadium        | 18 de enero | 20:45 |
| Fiorentina    | 1 – 1 | Torino  | Artemio Franchi       | 19 de enero | 12:30 |
| Parma         | 1 – 1 | Venezia | Ennio Tardini         | 19 de enero | 15:00 |
| Cagliari      | 4 – 1 | Lecce   | Unipol Domus          | 19 de enero | 15:00 |
| Hellas Verona | 0 – 3 | Lazio   | Marcantonio Bentegodi | 19 de enero | 18:00 |
| Inter Milán   | 3 – 1 | Empoli  | Giuseppe Meazza       | 19 de enero | 20:45 |
| Como          | 4 – 1 | Udinese | Giuseppe Sinigaglia   | 20 de enero | 20:45 |

| Torino  | 2 – 0 | Cagliari      | Olímpico de Turín      | 24 de enero | 20:45 |
| Como    | 1 – 2 | Atalanta      | Giuseppe Sinigaglia    | 25 de enero | 15:00 |
| Napoli  | 2 – 1 | Juventus      | Diego Armando Maradona | 25 de enero | 18:00 |
| Empoli  | 1 – 1 | Bologna       | Carlo Castellani       | 25 de enero | 20:45 |
| Milan   | 3 – 2 | Parma         | San Siro               | 26 de enero | 12:30 |
| Udinese | 1 – 2 | Roma          | Dacia Arena            | 26 de enero | 15:00 |
| Lecce   | 0 – 4 | Inter Milán   | Via del Mare           | 26 de enero | 18:00 |
| Lazio   | 1 – 2 | Fiorentina    | Olímpico de Roma       | 26 de enero | 20:45 |
| Venezia | 1 – 1 | Hellas Verona | Pier Luigi Penzo       | 27 de enero | 18:30 |
| Genoa   | 2 – 0 | Monza         | Luigi Ferraris         | 27 de enero | 20:45 |

| Parma      | 1 – 1 | Lecce         | Ennio Tardini    | 31 de enero  | 20:45 |
| Udinese    | 3 – 2 | Venezia       | Dacia Arena      | 1 de febrero | 15:00 |
| Monza      | 0 – 1 | Hellas Verona | U-Power Stadium  | 1 de febrero | 15:00 |
| Atalanta   | 1 – 1 | Torino        | Gewiss Stadium   | 1 de febrero | 18:00 |
| Bologna    | 2 – 0 | Como          | Renato Dall'Ara  | 1 de febrero | 20:45 |
| Juventus   | 4 – 1 | Empoli        | Allianz Stadium  | 2 de febrero | 12:30 |
| Fiorentina | 2 – 1 | Genoa         | Artemio Franchi  | 2 de febrero | 15:00 |
| Milan      | 1 – 1 | Inter Milán   | San Siro         | 2 de febrero | 18:00 |
| Roma       | 1 – 1 | Napoli        | Olímpico de Roma | 2 de febrero | 20:45 |
| Cagliari   | 1 – 2 | Lazio         | Unipol Domus     | 3 de febrero | 20:45 |

| Como          | 1 – 2 | Juventus   | Giuseppe Sinigaglia    | 7 de febrero  | 20:45 |
| Hellas Verona | 0 – 5 | Atalanta   | Marcantonio Bentegodi  | 8 de febrero  | 15:00 |
| Empoli        | 0 – 2 | Milan      | Carlo Castellani       | 8 de febrero  | 18:00 |
| Torino        | 1 – 1 | Genoa      | Olímpico de Turín      | 8 de febrero  | 20:45 |
| Venezia       | 0 – 1 | Roma       | Pier Luigi Penzo       | 9 de febrero  | 12:30 |
| Cagliari      | 2 – 1 | Parma      | Unipol Domus           | 9 de febrero  | 15:00 |
| Lazio         | 5 – 1 | Monza      | Olímpico de Roma       | 9 de febrero  | 15:00 |
| Lecce         | 0 – 0 | Bologna    | Via del Mare           | 9 de febrero  | 18:00 |
| Napoli        | 1 – 1 | Udinese    | Diego Armando Maradona | 9 de febrero  | 20:45 |
| Inter Milán   | 2 – 1 | Fiorentina | Giuseppe Meazza        | 10 de febrero | 20:45 |

| Bologna    | 3 – 2 | Torino        | Renato Dall'Ara  | 14 de febrero | 20:45 |
| Atalanta   | 0 – 0 | Cagliari      | Gewiss Stadium   | 15 de febrero | 15:00 |
| Lazio      | 2 – 2 | Napoli        | Olímpico de Roma | 15 de febrero | 18:00 |
| Milan      | 1 – 0 | Hellas Verona | San Siro         | 15 de febrero | 20:45 |
| Fiorentina | 0 – 2 | Como          | Artemio Franchi  | 16 de febrero | 12:30 |
| Monza      | 0 – 0 | Lecce         | U-Power Stadium  | 16 de febrero | 15:00 |
| Udinese    | 3 – 0 | Empoli        | Dacia Arena      | 16 de febrero | 15:00 |
| Parma      | 0 – 1 | Roma          | Ennio Tardini    | 16 de febrero | 18:00 |
| Juventus   | 1 – 0 | Inter Milán   | Allianz Stadium  | 16 de febrero | 20:45 |
| Genoa      | 2 – 0 | Venezia       | Luigi Ferraris   | 17 de febrero | 20:45 |

| Lecce         | 0 – 1 | Udinese    | Via del Mare          | 21 de febrero | 20:45 |
| Parma         | 2 – 0 | Bologna    | Ennio Tardini         | 22 de febrero | 15:00 |
| Venezia       | 0 – 0 | Lazio      | Pier Luigi Penzo      | 22 de febrero | 15:00 |
| Torino        | 2 – 1 | Milan      | Olímpico de Turín     | 22 de febrero | 18:00 |
| Inter Milán   | 1 – 0 | Genoa      | Giuseppe Meazza       | 22 de febrero | 20:45 |
| Como          | 2 – 1 | Napoli     | Giuseppe Sinigaglia   | 23 de febrero | 12:30 |
| Hellas Verona | 1 – 0 | Fiorentina | Marcantonio Bentegodi | 23 de febrero | 15:00 |
| Empoli        | 0 – 5 | Atalanta   | Carlo Castellani      | 23 de febrero | 18:00 |
| Cagliari      | 0 – 1 | Juventus   | Unipol Domus          | 23 de febrero | 20:45 |
| Roma          | 4 – 0 | Monza      | Olímpico de Roma      | 24 de febrero | 20:45 |

| Fiorentina | 1 – 0 | Lecce         | Artemio Franchi        | 28 de febrero | 20:45 |
| Atalanta   | 0 – 0 | Venezia       | Gewiss Stadium         | 1 de marzo    | 15:00 |
| Napoli     | 1 – 1 | Inter Milán   | Diego Armando Maradona | 1 de marzo    | 18:00 |
| Udinese    | 1 – 0 | Parma         | Dacia Arena            | 1 de marzo    | 20:45 |
| Monza      | 0 – 2 | Torino        | U-Power Stadium        | 2 de marzo    | 12:30 |
| Bologna    | 2 – 1 | Cagliari      | Renato Dall'Ara        | 2 de marzo    | 15:00 |
| Genoa      | 1 – 1 | Empoli        | Luigi Ferraris         | 2 de marzo    | 15:00 |
| Roma       | 2 – 1 | Como          | Olímpico de Roma       | 2 de marzo    | 18:00 |
| Milan      | 1 – 2 | Lazio         | San Siro               | 2 de marzo    | 20:45 |
| Juventus   | 2 – 0 | Hellas Verona | Allianz Stadium        | 3 de marzo    | 20:45 |

| Cagliari      | 1 – 1 | Genoa      | Unipol Domus           | 7 de marzo  | 20:45 |
| Como          | 1 – 1 | Venezia    | Giuseppe Sinigaglia    | 8 de marzo  | 15:00 |
| Parma         | 2 – 2 | Torino     | Ennio Tardini          | 8 de marzo  | 15:00 |
| Lecce         | 2 – 3 | Milan      | Via del Mare           | 8 de marzo  | 18:00 |
| Inter Milán   | 3 – 2 | Monza      | Giuseppe Meazza        | 8 de marzo  | 20:45 |
| Hellas Verona | 1 – 2 | Bologna    | Marcantonio Bentegodi  | 9 de marzo  | 12:30 |
| Napoli        | 2 – 1 | Fiorentina | Diego Armando Maradona | 9 de marzo  | 15:00 |
| Empoli        | 0 – 1 | Roma       | Carlo Castellani       | 9 de marzo  | 18:00 |
| Juventus      | 0 – 4 | Atalanta   | Allianz Stadium        | 9 de marzo  | 20:45 |
| Lazio         | 1 – 1 | Udinese    | Olímpico de Roma       | 10 de marzo | 20:45 |

| Genoa      | 2 – 1 | Lecce         | Luigi Ferraris    | 14 de marzo | 20:45 |
| Monza      | 1 – 1 | Parma         | U-Power Stadium   | 15 de marzo | 15:00 |
| Udinese    | 0 – 1 | Hellas Verona | Dacia Arena       | 15 de marzo | 15:00 |
| Milan      | 2 – 1 | Como          | San Siro          | 15 de marzo | 18:00 |
| Torino     | 1 – 0 | Empoli        | Olímpico de Turín | 15 de marzo | 20:45 |
| Venezia    | 0 – 0 | Napoli        | Pier Luigi Penzo  | 16 de marzo | 12:30 |
| Bologna    | 5 – 0 | Lazio         | Renato Dall'Ara   | 16 de marzo | 15:00 |
| Roma       | 1 – 0 | Cagliari      | Olímpico de Roma  | 16 de marzo | 15:00 |
| Fiorentina | 3 – 0 | Juventus      | Artemio Franchi   | 16 de marzo | 18:00 |
| Atalanta   | 0 – 2 | Inter Milán   | Gewiss Stadium    | 16 de marzo | 20:45 |

| Como          | 1 – 1 | Empoli   | Giuseppe Sinigaglia    | 29 de marzo | 15:00 |
| Venezia       | 0 – 1 | Bologna  | Pier Luigi Penzo       | 29 de marzo | 15:00 |
| Juventus      | 1 – 0 | Genoa    | Allianz Stadium        | 29 de marzo | 18:00 |
| Lecce         | 0 – 1 | Roma     | Via del Mare           | 29 de marzo | 20:45 |
| Cagliari      | 3 – 0 | Monza    | Unipol Domus           | 30 de marzo | 12:30 |
| Fiorentina    | 1 – 0 | Atalanta | Artemio Franchi        | 30 de marzo | 15:00 |
| Inter Milán   | 2 – 1 | Udinese  | Giuseppe Meazza        | 30 de marzo | 18:00 |
| Napoli        | 2 – 1 | Milan    | Diego Armando Maradona | 30 de marzo | 20:45 |
| Hellas Verona | 0 – 0 | Parma    | Marcantonio Bentegodi  | 31 de marzo | 18:30 |
| Lazio         | 1 – 1 | Torino   | Olímpico de Roma       | 31 de marzo | 20:45 |

| Genoa    | 1 – 0 | Udinese       | Luigi Ferraris    | 4 de abril | 20:45 |
| Monza    | 1 – 3 | Como          | U-Power Stadium   | 5 de abril | 15:00 |
| Parma    | 2 – 2 | Inter Milán   | Ennio Tardini     | 5 de abril | 18:00 |
| Milan    | 2 – 2 | Fiorentina    | San Siro          | 5 de abril | 20:45 |
| Lecce    | 1 – 1 | Venezia       | Via del Mare      | 6 de abril | 12:30 |
| Empoli   | 0 – 0 | Cagliari      | Carlo Castellani  | 6 de abril | 15:00 |
| Torino   | 1 – 1 | Hellas Verona | Olímpico de Turín | 6 de abril | 15:00 |
| Atalanta | 0 – 1 | Lazio         | Gewiss Stadium    | 6 de abril | 18:00 |
| Roma     | 1 – 1 | Juventus      | Olímpico de Roma  | 6 de abril | 20:45 |
| Bologna  | 1 – 1 | Napoli        | Renato Dall'Ara   | 7 de abril | 20:45 |

| Udinese       | 0 – 4 | Milan    | Dacia Arena            | 11 de abril | 20:45 |
| Venezia       | 1 – 0 | Monza    | Pier Luigi Penzo       | 12 de abril | 15:00 |
| Inter Milán   | 3 – 1 | Cagliari | Giuseppe Meazza        | 12 de abril | 18:00 |
| Juventus      | 2 – 1 | Lecce    | Allianz Stadium        | 12 de abril | 20:45 |
| Atalanta      | 2 – 0 | Bologna  | Gewiss Stadium         | 13 de abril | 12:30 |
| Fiorentina    | 0 – 0 | Parma    | Artemio Franchi        | 13 de abril | 15:00 |
| Hellas Verona | 0 – 0 | Genoa    | Marcantonio Bentegodi  | 13 de abril | 15:00 |
| Como          | 1 – 0 | Torino   | Giuseppe Sinigaglia    | 13 de abril | 18:00 |
| Lazio         | 1 – 1 | Roma     | Olímpico de Roma       | 13 de abril | 20:45 |
| Napoli        | 3 – 0 | Empoli   | Diego Armando Maradona | 14 de abril | 20:45 |

| Lecce    | 0 – 3 | Como          | Via del Mare      | 19 de abril | 15:00 |
| Monza    | 0 – 1 | Napoli        | U-Power Stadium   | 19 de abril | 18:00 |
| Roma     | 1 – 0 | Hellas Verona | Olímpico de Roma  | 19 de abril | 20:45 |
| Empoli   | 2 – 2 | Venezia       | Carlo Castellani  | 20 de abril | 15:00 |
| Bologna  | 1 – 0 | Inter Milán   | Renato Dall'Ara   | 20 de abril | 18:00 |
| Milan    | 0 – 1 | Atalanta      | San Siro          | 20 de abril | 20:45 |
| Torino   | 2 – 0 | Udinese       | Olímpico de Turín | 23 de abril | 18:30 |
| Cagliari | 1 – 2 | Fiorentina    | Unipol Domus      | 23 de abril | 18:30 |
| Genoa    | 0 – 2 | Lazio         | Luigi Ferraris    | 23 de abril | 18:30 |
| Parma    | 1 – 0 | Juventus      | Ennio Tardini     | 23 de abril | 18:30 |

| Como          | 1 – 0 | Genoa    | Giuseppe Sinigaglia    | 27 de abril | 12:30 |
| Venezia       | 0 – 2 | Milan    | Pier Luigi Penzo       | 27 de abril | 12:30 |
| Fiorentina    | 2 – 1 | Empoli   | Artemio Franchi        | 27 de abril | 15:00 |
| Inter Milán   | 0 – 1 | Roma     | Giuseppe Meazza        | 27 de abril | 15:00 |
| Juventus      | 2 – 0 | Monza    | Allianz Stadium        | 27 de abril | 18:00 |
| Napoli        | 2 – 0 | Torino   | Diego Armando Maradona | 27 de abril | 20:45 |
| Atalanta      | 1 – 1 | Lecce    | Gewiss Stadium         | 27 de abril | 20:45 |
| Udinese       | 0 – 0 | Bologna  | Dacia Arena            | 28 de abril | 18:30 |
| Hellas Verona | 0 – 2 | Cagliari | Marcantonio Bentegodi  | 28 de abril | 20:45 |
| Lazio         | 2 – 2 | Parma    | Olímpico de Roma       | 28 de abril | 20:45 |

| Torino      | 1 – 1 | Venezia       | Olímpico de Turín | 2 de mayo | 20:45 |
| Cagliari    | 1 – 2 | Udinese       | Unipol Domus      | 3 de mayo | 15:00 |
| Parma       | 0 – 1 | Como          | Ennio Tardini     | 3 de mayo | 15:00 |
| Lecce       | 0 – 1 | Napoli        | Via del Mare      | 3 de mayo | 18:00 |
| Inter Milán | 1 – 0 | Hellas Verona | Giuseppe Meazza   | 3 de mayo | 20:45 |
| Empoli      | 0 – 1 | Lazio         | Carlo Castellani  | 4 de mayo | 12:30 |
| Monza       | 0 – 4 | Atalanta      | U-Power Stadium   | 4 de mayo | 15:00 |
| Roma        | 1 – 0 | Fiorentina    | Olímpico de Roma  | 4 de mayo | 18:00 |
| Bologna     | 1 – 1 | Juventus      | Renato Dall'Ara   | 4 de mayo | 20:45 |
| Genoa       | 1 – 2 | Milan         | Luigi Ferraris    | 5 de mayo | 20:45 |

| Milan         | 3 – 1 | Bologna     | San Siro               | 9 de mayo  | 20:45 |
| Como          | 3 – 1 | Cagliari    | Giuseppe Sinigaglia    | 10 de mayo | 15:00 |
| Lazio         | 1 – 1 | Juventus    | Olímpico de Roma       | 10 de mayo | 18:00 |
| Empoli        | 2 – 1 | Parma       | Carlo Castellani       | 10 de mayo | 20:45 |
| Udinese       | 1 – 2 | Monza       | Dacia Arena            | 11 de mayo | 12:30 |
| Hellas Verona | 1 – 1 | Lecce       | Marcantonio Bentegodi  | 11 de mayo | 15:00 |
| Torino        | 0 – 2 | Inter Milán | Olímpico de Turín      | 11 de mayo | 18:00 |
| Napoli        | 2 – 2 | Genoa       | Diego Armando Maradona | 11 de mayo | 20:45 |
| Venezia       | 2 – 1 | Fiorentina  | Pier Luigi Penzo       | 12 de mayo | 18:30 |
| Atalanta      | 2 – 1 | Roma        | Gewiss Stadium         | 12 de mayo | 20:45 |

| Genoa         | 2 – 3 | Atalanta | Luigi Ferraris        | 17 de mayo | 20:45 |
| Cagliari      | 3 – 0 | Venezia  | Unipol Domus          | 18 de mayo | 20:45 |
| Fiorentina    | 3 – 2 | Bologna  | Artemio Franchi       | 18 de mayo | 20:45 |
| Hellas Verona | 1 – 1 | Como     | Marcantonio Bentegodi | 18 de mayo | 20:45 |
| Inter Milán   | 2 – 2 | Lazio    | Giuseppe Meazza       | 18 de mayo | 20:45 |
| Juventus      | 2 – 0 | Udinese  | Allianz Stadium       | 18 de mayo | 20:45 |
| Lecce         | 1 – 0 | Torino   | Via del Mare          | 18 de mayo | 20:45 |
| Monza         | 1 – 3 | Empoli   | U-Power Stadium       | 18 de mayo | 20:45 |
| Parma         | 0 – 0 | Napoli   | Ennio Tardini         | 18 de mayo | 20:45 |
| Roma          | 3 – 1 | Milan    | Olímpico de Roma      | 18 de mayo | 20:45 |

| Napoli (C) | 2 – 0 | Cagliari      | Diego Armando Maradona | 23 de mayo | 20:45 |
| Como       | 0 – 2 | Inter Milán   | Giuseppe Sinigaglia    | 23 de mayo | 20:45 |
| Bologna    | 1 – 3 | Genoa         | Renato Dall'Ara        | 24 de mayo | 18:00 |
| Milan      | 2 – 0 | Monza         | San Siro               | 24 de mayo | 20:45 |
| Atalanta   | 2 – 3 | Parma         | Gewiss Stadium         | 25 de mayo | 20:45 |
| Empoli     | 1 – 2 | Hellas Verona | Carlo Castellani       | 25 de mayo | 20:45 |
| Lazio      | 0 – 1 | Lecce         | Olímpico de Roma       | 25 de mayo | 20:45 |
| Torino     | 0 – 2 | Roma          | Olímpico de Turín      | 25 de mayo | 20:45 |
| Udinese    | 2 – 3 | Fiorentina    | Dacia Arena            | 25 de mayo | 20:45 |
| Venezia    | 2 – 3 | Juventus      | Pier Luigi Penzo       | 25 de mayo | 20:45 |

### Tabla de resultados cruzados
| Local \ Visitante | ATA | BOL | CAG | COM | EMP | FIO | GEN | HEL | INT | JUV | LAZ | LEC | MIL | MON | NAP | PAR | ROM | TOR | UDI | VEN |
| ----------------- | --- | --- | --- | --- | --- | --- | --- | --- | --- | --- | --- | --- | --- | --- | --- | --- | --- | --- | --- | --- |
| Atalanta          | —   | 2–0 | 0–0 | 2–3 | 3–2 | 3–2 | 5–1 | 6–1 | 0–2 | 1–1 | 0–1 | 1–1 | 2–1 | 2–0 | 2–3 | 2–3 | 2–1 | 1–1 | 2–1 | 0–0 |
| Bologna           | 1–1 | —   | 2–1 | 2–0 | 1–1 | 1–0 | 1–3 | 2–3 | 1–0 | 1–1 | 5–0 | 1–0 | 2–1 | 3–1 | 1–1 | 0–0 | 2–2 | 3–2 | 1–1 | 3–0 |
| Cagliari          | 0–1 | 0–2 | —   | 1–1 | 0–2 | 1–2 | 1–1 | 1–0 | 0–3 | 0–1 | 1–2 | 4–1 | 3–3 | 3–0 | 0–4 | 2–1 | 0–0 | 3–2 | 1–2 | 3–0 |
| Como              | 1–2 | 2–2 | 3–1 | —   | 1–1 | 0–2 | 1–0 | 3–2 | 0–2 | 1–2 | 1–5 | 2–0 | 1–2 | 1–1 | 2–1 | 1–1 | 2–0 | 1–0 | 4–1 | 1–1 |
| Empoli            | 0–5 | 1–1 | 0–0 | 1–0 | —   | 0–0 | 1–2 | 1–2 | 0–3 | 0–0 | 0–1 | 1–3 | 0–2 | 0–0 | 0–1 | 2–1 | 0–1 | 0–1 | 1–1 | 2–2 |
| Fiorentina        | 1–0 | 3–2 | 1–0 | 0–2 | 2–1 | —   | 2–1 | 3–1 | 3–0 | 3–0 | 2–1 | 1–0 | 2–1 | 2–2 | 0–3 | 0–0 | 5–1 | 1–1 | 1–2 | 0–0 |
| Genoa             | 2–3 | 2–2 | 2–2 | 1–1 | 1–1 | 0–1 | —   | 0–2 | 2–2 | 0–3 | 0–2 | 2–1 | 1–2 | 2–0 | 1–2 | 1–0 | 1–1 | 0–0 | 1–0 | 2–0 |
| Hellas            | 0–5 | 1–2 | 0–2 | 1–1 | 1–4 | 1–0 | 0–0 | —   | 0–5 | 0–3 | 0–3 | 1–1 | 0–1 | 0–3 | 3–0 | 0–0 | 3–2 | 2–3 | 0–0 | 2–1 |
| Inter             | 4–0 | 2–2 | 3–1 | 2–0 | 3–1 | 2–1 | 1–0 | 1–0 | —   | 4–4 | 2–2 | 2–0 | 1–2 | 3–2 | 1–1 | 3–1 | 0–1 | 3–2 | 2–1 | 1–0 |
| Juventus          | 0–4 | 2–2 | 1–1 | 3–0 | 4–1 | 2–2 | 1–0 | 2–0 | 1–0 | —   | 1–0 | 2–1 | 2–0 | 2–0 | 0–0 | 2–2 | 0–0 | 2–0 | 2–0 | 2–2 |
| Lazio             | 1–1 | 3–0 | 2–1 | 1–1 | 2–1 | 1–2 | 3–0 | 2–1 | 0–6 | 1–1 | —   | 0–1 | 2–2 | 5–1 | 2–2 | 2–2 | 1–1 | 1–1 | 1–1 | 3–1 |
| Lecce             | 0–4 | 0–0 | 1–0 | 0–3 | 1–1 | 0–6 | 0–0 | 1–0 | 0–4 | 1–1 | 1–2 | —   | 2–3 | 2–1 | 0–1 | 2–2 | 0–1 | 1–0 | 0–1 | 1–1 |
| Milan             | 0–1 | 3–1 | 1–1 | 2–1 | 3–0 | 2–2 | 0–0 | 1–0 | 1–1 | 0–0 | 1–2 | 3–0 | —   | 2–0 | 0–2 | 3–2 | 1–1 | 2–2 | 1–0 | 4–0 |
| Monza             | 0–4 | 1–2 | 1–2 | 1–3 | 1–3 | 2–1 | 0–1 | 0–1 | 1–1 | 1–2 | 0–1 | 0–0 | 0–1 | —   | 0–1 | 1–1 | 1–1 | 0–2 | 1–2 | 2–2 |
| Napoli            | 0–3 | 3–0 | 2–0 | 3–1 | 3–0 | 2–1 | 2–2 | 2–0 | 1–1 | 2–1 | 0–1 | 1–0 | 2–1 | 2–0 | —   | 2–1 | 1–0 | 2–0 | 1–1 | 1–0 |
| Parma             | 1–3 | 2–0 | 2–3 | 0–1 | 1–1 | 1–1 | 0–1 | 2–3 | 2–2 | 1–0 | 3–1 | 1–3 | 2–1 | 2–1 | 0–0 | —   | 0–1 | 2–2 | 2–3 | 1–1 |
| Roma              | 0–2 | 2–3 | 1–0 | 2–1 | 1–2 | 1–0 | 3–1 | 1–0 | 0–1 | 1–1 | 2–0 | 4–1 | 3–1 | 4–0 | 1–1 | 5–0 | —   | 1–0 | 3–0 | 2–1 |
| Torino            | 2–1 | 0–2 | 2–0 | 1–0 | 1–0 | 0–1 | 1–1 | 1–1 | 0–2 | 1–1 | 2–3 | 0–0 | 2–1 | 1–1 | 0–1 | 0–0 | 0–2 | —   | 2–0 | 1–1 |
| Udinese           | 0–0 | 0–0 | 2–0 | 1–0 | 3–0 | 2–3 | 0–2 | 0–1 | 2–3 | 0–2 | 2–1 | 1–0 | 0–4 | 1–2 | 1–3 | 1–0 | 1–2 | 2–2 | —   | 3–2 |
| Venezia           | 0–2 | 0–1 | 2–1 | 2–2 | 1–1 | 2–1 | 2–0 | 1–1 | 0–1 | 2–3 | 0–0 | 0–1 | 0–2 | 1–0 | 0–0 | 1–2 | 0–1 | 0–1 | 3–2 | —   |

## Estadísticas

### Récords
- Primer gol de la temporada: Anotado por Alessandro Vogliacco para el Genoa contra el Inter Milán 2 – 2 (17 de agosto de 2024)
- Último gol de la temporada: Anotado por Jacob Ondrejka para el Parma contra el Atalanta 2 – 3 (25 de mayo de 2025)
- Gol más rápido:
- Gol más cercano al final del encuentro:
- Mayor número de goles marcados en un partido: 8 goles, Inter Milán 4 – 4 Juventus (27 de octubre de 2024)
- Partido con más espectadores: 75 502, en el Milan 0 – 0 Juventus (23 de noviembre de 2024)
- Partido con menos espectadores: 0, en el Genoa 0 – 3 Juventus (28 de septiembre de 2024)[61]
- Mayor victoria local: Atalanta 6 – 1 Hellas Verona (26 de octubre de 2024) Bologna 5 – 0 Lazio (16 de marzo de 2025)
- Mayor victoria visitante: Lecce 0 – 6 Fiorentina (20 de octubre de 2024) Lazio 0 – 6 Inter Milan (16 de diciembre de 2024)

### Máximos goleadores
Datos actualizados a 25 de mayo de 2025.
| Pos. | Jugador           | Equipo         | Goles | Part. | Prom. |
| ---- | ----------------- | -------------- | ----- | ----- | ----- |
| 1    | Mateo Retegui     | Atalanta       | 25    | 36    | 0.69  |
| 2    | Moise Kean        | Fiorentina     | 19    | 32    | 0.59  |
| 3    | Riccardo Orsolini | Bologna        | 15    | 30    | 0.5   |
| 4    | Ademola Lookman   | Atalanta       | 15    | 31    | 0.48  |
| 5    | Marcus Thuram     | Inter de Milán | 14    | 32    | 0.44  |
| 6    | Romelu Lukaku     | Napoli         | 14    | 36    | 0.39  |
| 7    | Lautaro Martínez  | Inter de Milán | 12    | 31    | 0.39  |
| 8    | Artem Dovbyk      | Roma           | 12    | 32    | 0.38  |
| 9    | Lorenzo Lucca     | Udinese        | 12    | 33    | 0.36  |
| 10   | Scott McTominay   | Napoli         | 12    | 34    | 0.35  |

### Máximos asistentes
Datos actualizados a 25 de mayo de 2025.
| Pos. | Jugador              | Equipo         | Asis | Part. | Prom. |
| ---- | -------------------- | -------------- | ---- | ----- | ----- |
| 1    | Romelu Lukaku        | Napoli         | 10   | 36    | 0.28  |
| 2    | Christian Pulisic    | Milan          | 9    | 34    | 0.26  |
| 3    | Raoul Bellanova      | Atalanta       | 9    | 35    | 0.26  |
| 4    | Nuno Tavares         | Lazio          | 8    | 23    | 0.35  |
| 5    | Rafael Leão          | Milan          | 8    | 34    | 0.24  |
| 6    | Nico Paz             | Como           | 8    | 35    | 0.23  |
| =    | Mateo Retegui        | Atalanta       | 8    | 36    | 0.22  |
| =    | Aarón Martín         | Genoa          | 8    | 36    | 0.22  |
| 9    | Federico Dimarco     | Inter de Milán | 7    | 33    | 0.21  |
| 10   | Charles De Ketelaere | Napoli         | 7    | 36    | 0.19  |

### Mejor portero
Datos actualizados a 25 de mayo de 2025.
| Pos. | Jugador                | Equipo      | Goles recibidos | Part. | Coef. |
| ---- | ---------------------- | ----------- | --------------- | ----- | ----- |
| 1    | Alex Meret             | Napoli      | 25              | 33    | 0.76  |
| 2    | Mile Svilar            | Roma        | 35              | 38    | 0.92  |
| 3    | Yann Sommer            | Inter Milán | 32              | 33    | 0.97  |
| 4    | Michele Di Gregorio    | Juventus    | 32              | 33    | 0.97  |
| 5    | Marco Carnesecchi      | Atalanta    | 34              | 34    | 1     |
| 6    | Nicola Leali           | Genoa       | 32              | 31    | 1.03  |
| 7    | David de Gea           | Fiorentina  | 38              | 35    | 1.09  |
| 8    | Vanja Milinković-Savić | Torino      | 42              | 37    | 1.14  |
| 9    | Mike Maignan           | Milan       | 41              | 36    | 1.14  |
| 10   | Elia Caprile           | Cagliari    | 22              | 18    | 1.22  |

### Hat-tricks o pókers
Aquí se encuentra la lista de hat-tricks y póker de goles (en general, tres o más goles marcados por un jugador en un mismo encuentro) conseguidos en la temporada.
| Fecha      | Jugador       | Goles        | Local       | Resultado | Visitante     | Jornada    | Ref.   |
| ---------- | ------------- | ------------ | ----------- | --------- | ------------- | ---------- | ------ |
| 05/10/2024 | Mateo Retegui | 24' 50' 74'  | Atalanta    | 5 – 1     | Genoa         | Jornada 7  | [ 65 ] |
| 05/10/2024 | Marcus Thuram | 25' 35' 60'  | Inter Milán | 3 – 2     | Torino        | Jornada 7  | [ 66 ] |
| 10/11/2024 | Moise Kean    | 4' 59' 90+2' | Fiorentina  | 3 – 1     | Hellas Verona | Jornada 12 | [ 67 ] |

### Autogoles
| Fecha      | Jugador        | Minuto      | Local         | Resultado | Visitante | Jornada    | Ref.   |
| ---------- | -------------- | ----------- | ------------- | --------- | --------- | ---------- | ------ |
| 17/08/2024 | Malick Thiaw   | 30' , 0 – 1 | Milan         | 2 – 2     | Torino    | Jornada 1  | [ 68 ] |
| 18/08/2024 | Giorgio Altare | 81' , 3 – 1 | Lazio         | 3 – 1     | Venezia   | Jornada 1  | [ 69 ] |
| 30/08/2024 | Berat Djimsiti | 3' , 1 – 0  | Inter Milán   | 4 – 0     | Atalanta  | Jornada 3  | [ 70 ] |
| 14/09/2024 | Nicolò Casale  | 5' , 1 – 0  | Como          | 2 – 2     | Bologna   | Jornada 4  | [ 71 ] |
| 24/09/2024 | Sead Kolašinac | 54' , 1 – 2 | Atalanta      | 2 – 3     | Como      | Jornada 5  | [ 72 ] |
| 04/10/2024 | Jesse Joronen  | 81' , 2 – 1 | Hellas Verona | 2 – 1     | Venezia   | Jornada 7  | [ 73 ] |
| 19/10/2024 | Mario Gila     | 85' , 1 – 0 | Juventus      | 1 – 0     | Lazio     | Jornada 8  | [ 74 ] |
| 20/10/2024 | Saúl Coco      | 78' , 3 – 2 | Cagliari      | 3 – 2     | Torino    | Jornada 8  | [ 75 ] |
| 27/10/2024 | Woyo Coulibaly | 35' , 0 – 1 | Parma         | 1 – 1     | Empoli    | Jornada 9  | [ 76 ] |
| 27/10/2024 | Mats Hummels   | 71' , 5 – 1 | Fiorentina    | 5 – 1     | Roma      | Jornada 9  | [ 77 ] |
| 02/11/2024 | Maduka Okoye   | 19' , 0 – 1 | Udinese       | 0 – 2     | Juventus  | Jornada 11 | [ 78 ] |
| 10/11/2024 | Isaak Touré    | 60' , 2 – 1 | Atalanta      | 2 – 1     | Udinese   | Jornada 12 | [ 79 ] |

## Premios

### Premios mensuales
| Mes        | Jugador del mes       | Jugador del mes | Entrenador del mes   | Entrenador del mes | Gol del mes     | Gol del mes |
| Mes        | Jugador               | Equipo          | Técnico              | Equipo             | Jugador         | Equipo      |
| ---------- | --------------------- | --------------- | -------------------- | ------------------ | --------------- | ----------- |
| Agosto     | Marcus Thuram         | Inter Milán     | Paolo Vanoli         | Torino             | Nicolò Barella  | Inter Milán |
| Septiembre | Khvicha Kvaratskhelia | Napoli          | Antonio Conte        | Napoli             | Saúl Coco       | Torino      |
| Octubre    | Mateo Retegui         | Atalanta        | Marco Baroni         | Lazio              | Luca Mazzitelli | Como        |
| Noviembre  | Moise Kean            | Fiorentina      | Gian Piero Gasperini | Atalanta           | Gabriele Zappa  | Cagliari    |
| Diciembre  | Paulo Dybala          | Roma            | Simone Inzaghi       | Inter de Milán     | Ché Adams       | Torino      |
| Enero      | Zambo Anguissa        | Napoli          | Antonio Conte        | Napoli             | Kenan Yıldız    | Juventus    |

### Premios Individuales
Mejor Jugador:  Scott McTominay -  Napoli
Mejor Jugador Joven (Sub-23):  Nicolas Paz -  Como
Mejor Arquero:  Mile Svilar -  Roma
Mejor Defensor:  Alessandro Bastoni -  Inter Milán
Mejor Mediocampista:  Tijjani Reijnders -  Milan
Mejor Delantero:  Mateo Retegui -  Atalanta

## Fichajes

### Fichajes más caros del mercado de verano
| Jugador               | Club de destino | Club de origen    | Precio (€) | Ref.    |
| --------------------- | --------------- | ----------------- | ---------- | ------- |
| Teun Koopmeiners      | Juventus        | Atalanta          | 54.700.000 | [ 98 ]  |
| Douglas Luiz          | Juventus        | Aston Villa       | 51.500.000 | [ 99 ]  |
| Alessandro Buongiorno | Napoli          | Torino            | 35.000.000 | [ 100 ] |
| Davide Frattesi       | Inter de Milán  | Sassuolo          | 31.400.000 | [ 101 ] |
| Scott McTominay       | Napoli          | Manchester United | 30.500.000 | [ 102 ] |
| Artem Dovbyk          | Roma            | Girona            | 30.500.000 | [ 103 ] |
| Romelu Lukaku         | Napoli          | Chelsea           | 30.000.000 | [ 104 ] |
| David Neres           | Napoli          | Benfica           | 28.000.000 | [ 105 ] |
| Matías Soulé          | Roma            | Juventus          | 25.600.000 | [ 106 ] |
| Enzo Le Fée           | Roma            | Rennes            | 23.000.000 | [ 107 ] |

| Datos actualizados a 27 de octubre de 2024. Fuentes: |

### Fichajes más caros del mercado de invierno
| Jugador          | Club de destino | Club de origen       | Precio (€) | Ref.    |
| ---------------- | --------------- | -------------------- | ---------- | ------- |
| Santiago Giménez | Milan           | Feyenoord            | 32.000.000 |         |
| Maxence Caqueret | Como            | Olympique de Lyon    | 15.000.000 | [ 108 ] |
| Alberto Costa    | Juventus        | Vitoria Guimaraes    | 13.800.000 | [ 109 ] |
| Assane Diao      | Como            | Real Betis           | 12.000.000 | [ 110 ] |
| Daniel Maldini   | Atalanta        | Monza                | 10.000.000 | [ 111 ] |
| Jacob Ondrejka   | Parma           | Royal Antwerp        | 7.000.000  | [ 112 ] |
| Mathias Løvik    | Parma           | Molde FK             | 6.000.000  | [ 113 ] |
| Devyne Rensch    | AS Roma         | Ajax                 | 5.000.000  | [ 114 ] |
| Sebastian Otoa   | Genoa           | Aalborg Boldspilklub | 2.750.000  | [ 115 ] |
| Jean Butez       | Como            | Royal Antwerp        | 2.100.000  | [ 116 ] |

| Datos actualizados a 31 de enero de 2025. Fuentes: |